# Ethelurgus balearicus
Ethelurgus balearicus är en stekelart som först beskrevs av Joseph Kriechbaumer 1894.  Ethelurgus balearicus ingår i släktet Ethelurgus och familjen brokparasitsteklar. Inga underarter finns listade i Catalogue of Life.